# ワコー (カー用品)
ワコーは、東京都台東区に本店を多く日本のカー用品等製造会社。旧商号は、イー・レヴォリューション。
車載用インテリア等のカー用品を製造。タカラの持分法適用会社、キャラクター玩具も製造していた。

## 沿革
- 1962年8月 - 和功産業として設立。[1]
- 1996年10月 - ワコーに商号変更。[1]
- 1999年8月5日 - 店頭公開。(証券コード:4233)[1]
- 2004年2月 - タカラが株式会社ワコー（初代）の株式15％を取得し、持分法適用会社化。
- 2006年4月1日 - イー・レヴォリューションに商号変更。
- 2007年9月28日 - 10月26日 - プリヴェ企業投資ホールディングスが、イー・レヴォリューションに対して株式公開買付を実施。
- 2007年11月1日 - プリヴェ企業投資ホールディングスに対する第三者割当増資を実施し、同社の子会社（65.02%）となる。
- 2008年4月1日
  - イー・レヴォリューションホールディングスが会社分割を行い、新設子会社の（新）イー・レヴォリューション（現・ワコー）に事業移管。
  - イー・レヴォリューションホールディングスが、（旧）プリヴェ ファンド グループを吸収合併し、（新）プリヴェ ファンド グループに商号変更。
- 2008年6月 - ワコー（2代目）に商号変更。
- 2010年3月31日 - 特別清算開始